# Список памятников Бишкека
Памятники Бишкека — произведения искусства, сооружённые в Бишкеке с целью увековечения людей или исторических событий.
| Наименование                                                                                    | Местоположение                                          | Фото                    | Описание |
| ----------------------------------------------------------------------------------------------- | ------------------------------------------------------- | ----------------------- | --- |
| Айкол Манас (Манас Великодушный)                                                                | площадь Ала-Тоо                                         |                         | Памятник герою национального эпоса Манас, установлен 31 августа 2011 г. Скульптор Базарбай Сыдыков. Приурочен к 20-летию независимости Кыргызстана. Памятник заменил статую Эркиндик. Манас — символ, который объединяет нацию. Высота бронзового памятника вместе с постаментом составляет 17 метров 55 сантиметров. По первоначальному эскизу в правой руке Манаса должен был быть обнаженный меч, однако после обсуждения этого вопроса решено, что меч должен быть в ножнах, а правая рука поднята для приветствия. |
| Айтматову Чингизу                                                                               | площадь Ала-Тоо                                         |                         | Памятник открыт 30 августа 2011 года. Скульптор -Настар Мамай . Высота статуи — 4 метра, высота арки — 7 метров 70 см. Приурочен к 20-летию независимости Кыргызстана. |
| Акиеву Калыку                                                                                   | пересечение улицы К. Акиева и проспекта Чуй             |                         | Основоположник письменной литературы Кыргызстана, комузист, акын-импровизатор, певец, сказитель. Памятник установлен 23 сентября 2011 года. |
| Монумент в память погибшим во время Аксыйских событий 2002 года и апрельских событий 2010 года. | проспект Чуй                                            |                         | Монумент представляет собой экспозицию из двух камней: черного и белого. На стыке двух камней люди отталкивают черный камень. Монумент символизирует победу добра над злом, светлого над темным. В мемориал включен список погибших, отдавших свою жизнь за лучшее будущее Кыргызстана. С двух сторон на белой части памятника выведены золотом две надписи на киргизском языке: «Светлая память погибшим в 2002 году в Аксы и в апреле 2010 года за свободу народа», «За тех, кто сложил голову за свободу народа, кто себя обессмертил подвигом своим, кто погиб ради будущего страны». Высота и ширина монумента составляет 7 метров (скульптор С.Адиев, архитекторы У. Бейшенбиев и Т.Алыкулов). |
| Аллея акынов                                                                                    | сквер имени Тоголока Молдо                              |                         | Открыта 17 ноября 2010 года. |
| Аллея Героев Второй Мировой войны                                                               | бульвар Молодой Гвардии                                 |                         | Аллея героев установлена в 1975 г. в честь 30-летия Победы в Великой Отечественной войне (архитектор В. Курбатов). На аллее стоят бюсты в бронзе: Герои Советского Союза Д. Шопоков, Ч. Тулебердиев, Г. Конкин, Г. Петренко, И. Москаленко, Н. Ананьев. Заканчивается аллея гранитной стелой, на которой выбиты имена 72 героев-кыргызстанцев, получивших высокое звание Героя в годы Великой Отечественной войны. |
| Аллея Государственных деятелей Кыргызстана XX века                                              | улица Пушкина, Центральный сквер                        |                         | 1996 год. Бюсты: Раззаков Исхак — 1995 г., Исакеев Баялы, Кулатов Торобай — 1998 г., Абдрахманов Юсуп, Орозбеков Абдыкадыр, Сыдыков Абдыкерим, Уюмбаев Ахматбек, Масалиев Абсамат, Мамбетов Болот — 1998 г., Ибраимов Султан — 1998 г., Дуйшеев Арстанбек, Абды Суйеркулов. |
| Аллея спасателей                                                                                | парк Победы                                             |                         | Открыта 1 июля 2011 года в честь 20-летия образования Министерства чрезвычайных ситуаций. На Аллее установлен бронзовый монумент спасателю — мужчина с маленькой девочкой на руках и надписью «Коргоо. Сактоо. Жардам» — «Защита. Спасение. Помощь». Скульптор — Дастан Фазылов |
| Аммосову Максиму                                                                                | Дубовый парк                                            |                         | Скульптор Тургунбай Садыков. Установлен 7 декабря 2012 года в честь 115-летия Аммосова. Советский государственный и партийный деятель, активный участник борьбы за установление советской власти в Сибири. |
| Ататюрку Мустафе Кемалю                                                                         | парк Ата-Тюрк                                           |                         | Основатель современной Турции — первый президент республики. |
| Ауэзову Мухтару                                                                                 | Дубовый парк                                            |                         | Казахский прозаик, поэт, драматург и учёный. Сооруженный по проекту скульптора Тургунбая Садыкова и архитектора Евгения Писарского, памятник установлен в 2001 году |
| Базарбаеву Чолпонбеку                                                                           | Театральная аллея                                       |                         | Автор памятника — скульптор Марат Огобаев. Установлен в 2011 году. |
| Баласагыну Жусупу                                                                               | перед входом в Национальный университет                 |                         | Памятник установлен в 2003 году перед входом в национальный университет. |
| Бегельдинову Талгату                                                                            | бульвар Молодой Гвардии                                 |                         | До 1984 года стоял в сквере напротив бывшего здания ЦИК. Памятник был установлен 29 октября 1948 году. Скульптор И. А. Абакумов, архитектор В. Верюжский. |
| Бейшеналиевой Бюбюсаре                                                                          | сквер «Театральный»                                     |                         | |
| Бишкек-баатыру                                                                                  | пересечение проспекта Эркиндик и проспекта Чуй          |                         | Памятник легендарному персонажу, который считается основателем Бишкека, но не упоминается в письменных источниках, только в устных преданиях, а детали его биографии носят противоречивый характер. Открыт в апреле 2021 года. Построен по проекту художника-скульптора Адиля Сейталиева, высота памятника — 3 метра, высота фундамента — 1,5 метра |
| Блокадникам Ленинграда                                                                          | парк Победы                                             |                         | Открыт 8 мая 2012 года. На памятнике изображена фигура женщины из белого мрамора, которая держит на руках ребенка из блокадного Ленинграда. Под монументом заложена капсула с землёй с Пискарёвского кладбища, где покоятся погибшие блокадники-ленинградцы. Мемориальный комплекс посвящён жертвам блокады Ленинграда и кыргызстанцам, принявшим в свои семьи детей-ленинградцев, эвакуированных в 1942 году. В Кыргызстан было эвакуировано более 16 тысяч ленинградцев, среди которых было 3,5 тысячи детей. |
| Боконбаеву Джоомарту                                                                            | бульвар Эркиндик                                        |                         | Был установлен 5 ноября 1947 г. (скульптор С. М. Мануйлова, архитектор В. Верюжский). В 2003 году неизвестными злоумышленниками памятник был похищен с целью продажи цветного металла. Памятник был найден распиленным. Восстановлен. |
| Борцам революции                                                                                | площадь Борцов революции                                |                         | Установлен в 1978 г. (скульптор Т. Садыков, архитектор Г. Кутателадзе). На высоком гранитном постаменте фигура женщины со знаменем в руке. Другой рукой она указывает на тех, кто отдал жизнь за прекрасное будущее. Две боковые группы символизируют пробуждение народа и его участие в революции. Прототипом фигуры женщины послужила Уркуя Салиева. |
| Валиханов Чокан                                                                                 |                                                         |                         | Установлен в 2002 году. |
| Воинам-афганцам                                                                                 | парк Ата-Тюрк                                           |                         | Установлен в 1996 году. Архитекторы Т. Кенешов, Ж. Исаков. |
| Воинам Баткенцам                                                                                | пересечение улиц Киевской и Логвиненко                  |                         | Был открыт в мае 2004 года у здания Министерства Обороны Кыргызстана. Он стал олицетворением отваги и увековечил подвиг воинов, погибших во время баткенских событий 1999—2001 годов. |
| Героям-комсомольцам                                                                             |                                                         |                         | Установлен в 1963 году. Скульпторы В. Пузыревский и Г. Тупых. На гранитном постаменте две фигуры — русского парня в красноармейском шлеме, в шинели в обмотках и башмаках, с винтовкой в руках. Он воевал против врагов молодого Советского государства. Рядом — друг-кыргыз, в каске, плащ-палатке, с автоматом в руках идет в бой с фашистскими захватчиками. Золотом выбиты слова: «Героям-комсомольцам старшего поколения. Комсомольцы шестидесятых годов. Июль 1963 года». Рядом на плите — «Мы шли в бой за коммунизм». Монумент — символ нерушимой дружбы народов страны Советов. |
| Горькому Максиму                                                                                | сквер Горького                                          |                         | |
| Дзержинскому Феликсу                                                                            | западная сторона Национальной Библиотеки                |                         | Установлен в 1987 году. Автор скульптуры Т. Садыков |
| Добрый Ангел Мира                                                                               | парк Фучика                                             |                         | Установлен 26 июля 2008 года. |
| Дружба Народов (Встреча гостей)                                                                 | проспект Мира                                           |                         | Мозаичное панно установлено 1964 год. Материал: смальта с небольшим вкраплением керамической плитки. Автор эскиза: Андрей Михалев. |
| Дружбы и Трудовой Славы                                                                         |                                                         |                         | Установлен в сквере за Историческим музеем в 1974 году в честь празднования пятидесятилетия Киргизской ССР и Компартии Киргизии. Монумент представляет собой симметрично-парный памятник девятиметровой высоты — гранитный обелиск темно-красного цвета. На северной стороне герб Киргизской ССР. Чуть ниже — четкие желобки создают впечатление полос государственного флага республики. На сторонах монумента, символизирующих полотнище флага, два ордена Ленина и орден Дружбы народов. У монумента — плита с надписью: «Сооружен в год 50-летия Киргизской Советской Социалистической Республики и Компартии Киргизии. 1974 г». |
| Монумент Дружбы народов                                                                         | сквер на проспекте Чуй                                  |                         | Монумент Дружбы народов установлен в честь 100-летия вхождения Киргизии в состав России в 1974 году. Скульпторы Т. Садыков, 3. Хабибулин, О. Б. Бакашев, архитектор А. Нежурин. Монумент, высотой 28 метров, представляет собой 2 крыльевидных пилона из бетона, облицованных белым мрамором. Пилоны опоясаны горельефом, выполненным из меди методом выколотки и чеканки. Основание монумента из серого мрамора. Композиция горельефа включает 13 фигур, символизирующих нерушимую дружбу кыргызского и русского народов. В центре композиции — две женщины-матери: русская и киргизка. Их руки скреплены в рукопожатии. |
| Ибраимову Жумабеку                                                                              | бульвар Эркиндик                                        |                         | Памятник установлен в 2001 году. |
| Иваницину Алексею                                                                               | бульвар Эркиндик                                        |                         | Памятник-бюст на гранитном пьедестале первому руководителю Пишпекской большевистской организации. Скульптор Н. Лодягин. Установлен в 1957 году. Бюст Иваницина скульптор Лодягин лепил с фотографии сына Иваницина — Павла, поскольку в то время не могли найти ни одной фотокарточки самого Алексея Илларионовича. |
| Исанову Насирдину                                                                               | бульвар Эркиндик                                        |                         | Памятник установлен в 2003 году в честь празднования 125-летия Бишкека. Скульптор В. А. Шестопал |
| Кайназаровой Зууракан                                                                           | бульвар Эркиндик                                        |                         | Памятник-бюст из цельнорозового гранита установлен в 1975 г. Скульптор Б. Сыдыков. |
| Карлу Марксу и Фридриху Энгельсу                                                                | Центральный сквер                                       |                         | Памятник установлен в 1957 году. Ранее здесь стоял памятник И. В. Сталину. |
| Кожомкулу                                                                                       | перед входом во Дворец Спорта                           |                         | Памятник установлен в 2004 году. Скульптор Базарбай Сыдыков |
| Мемориал Красногвардейцам                                                                       | Дубовый парк                                            |                         | Братская Могила c обелиском красногвардейцев, павших в борьбе за Советскую власть и «Вечный огонь» в память павших в Великой Отечественной войне. В ноябре 1957 г. памятник был реконструирован по проекту архитектора И. Люблинского. Сейчас это обелиск 11-метровой высоты из красного полированного гранита, завершающийся серпом и молотом в обрамлении бронзового венка. По углам пьедестала на лафетах лежат отлитые из бронзы орудийные стволы. На гранитных плитах выгравированы имена 43 погибших красногвардейцев Первого Пишпекского полка. Надпись гласит: «Вечная слава погибшим за власть Советов». |
| Куренкееву Мураталы                                                                             | Возле КГМУ им. Куренкеева                               |                         | Бюст установлен в 1961 году. |
| Курманжан Датке                                                                                 | Дубовый парк                                            |                         | Памятник установлен в 2004 году. Скульптор Виктор Шестопал, архитектор Алексей Муксинов. На этом месте ранее стояли памятники Ленину (1948—1984), Дзержинскому (1987—1999), Эркиндик (1999—2004) |
| Ленину В. И.                                                                                    | северная сторона Исторического музея                    |                         | Установлен 22 января 1948 года у Дубового парка, на пересечении бульвара Эркиндик и ул. Пушкина. Скульптор Н. Нерода, архитектор В. Верюжский. Памятник представлял собой обелиск, наверху которого в полный рост фигура Ленина. Высота памятника 13 метров. В 1984 году этот памятник был снят, а на площади Ала-Тоо, перед Историческим музеем, был открыт новый величественный памятник В. И. Ленину, с бронзовой фигурой весом около 17 тонн. 7 ноября 2003 года памятник был демонтирован и перенесен в сквер за Исторический музей. |
| Ленину В. И.                                                                                    | СЭЗ «Бишкек»                                            |                         | Установлен в 1980 году. |
| Скульптурный Комплекс Манас                                                                     | перед входом в Национальную филармонию                  |                         | Установлен в 1981 году. Архитектурно-скульптурная композиция Манас посвящена главным героям одноименного кыргызского эпоса. Центр композиции составляет фигура Манаса. скачущего на коне Ак-Кула с полными боевыми доспехами убивающего дракона. Высота скульптуры 6,3 м, длина дракона 13 м, высота постамента, облицованного серым гранитом, 14,7 м. Ниже центральной фигуры, по её краям расположены две фигуры: Каныкей — жены Манаса и мудреца Бакая. Все три фигуры сделаны из меди. По краям скульптурной композиции установлены бюсты из красного гранита великим сказителям эпоса «Манас»: Найманбаю Балыкову, Тыныбеку Жапиеву, Сагынбаю Орозбакову, Саякбаю Каралаеву. Архитектурно-скульптурная композиция окружена бассейном с фонтанами, клумбами. Скульптор Т. Садыков, архитектор А. Печенкин. |
| МИГ-21                                                                                          | перед штабом Национальной гвардии                       |                         | |
| Миррахимову Мирсаиду                                                                            | перед входом в Национальный центр кардиологии и терапии |                         | Памятник-бюст установлен 27 марта 2012 года. |
| Ормон-хану                                                                                      | проспект Мира                                           |                         | Памятник был открыт 5 ноября 2002 года президентом А. Акаевым своему «великому предку». |
| Осмонов Алыкул                                                                                  | возле Национальной Библиотеки                           |                         | Памятник установлен в 1997 году. Скульптор Маматкулов Равшанбек |
| Отцы Нации                                                                                      | на пересечении улиц Пушкина и Турусбекова               |                         | Памятник содержит бронзовые скульптуры выдающихся общественных и политических деятелей Кыргызстана. |
| Павлюку Геннадию                                                                                | напротив информагентства «Кабар»                        | Genady Pavliuk Monument | Памятник установлен в 2010 году.. Он был отлит из бронзы порядка 250 кг, высотой 170 см. На постаменте памятника написано «Тому, кто словом сеял свободу». Этот памятник был открыт всем, кто защищал честь журналистов, кто погиб за правое дело. |
| Панфилову Ивану                                                                                 | парк Панфилова                                          |                         | Памятник установлен 7 ноября 1942 года. (Гранит, цемент. Скульпторы О.Мануйлова, А. Мануйлов, архитектор В. Верюжский). |
| Памятник Победы                                                                                 | площадь Победы                                          |                         | Мемориал — Архитектурно-скульптурная композиция — был закончен в 1985 году, к 40-й годовщине победы во Второй мировой войне. Скульпторы Т.Садыков, М. К. Аникушкин, архитекторы — В. Лызенко, В. Б. Бухаев. Три изогнутых дуги представляют юрту со скульптурой женщины-матери с чашей в руках, стоящей под тундуком у вечного огня, ожидающей возвращения своих мужа и сыновей с войны. Две другие композиции: скульптурный образ двух бойцов, несущих разобранный пулемет, и группа бойцов с детьми, торжественно возвращающихся с войны. По краям лестницы, ведущей в арке, установлены 6 мраморных плит. На них краткие надписи на кыргызском и русском языках об историческом значении победы советского народа в Великой Отечественной войне, список героев Советского Союза и полных кавалеров ордена Славы трех степеней — кыргызстанцев, об участии коммунистов и комсомольцев республики в войне, о подвигах трудящихся в тылу. |
| Пушкину А. С.                                                                                   | перед зданием КРСУ                                      |                         | Установлен в 1999 году. Надпись на памятнике: «Воздвигнут в честь 200-летия со дня рождения великого поэта 6 июня 1999 года. Отлит на заводе „Уралмаш“ в дар Кыргызстану от Свердловской области». Скульптор В. Шестопал, Архитектор Р. Муксинов. |
| Скрябину К. И.                                                                                  | напротив Кыргызской аграрной академии                   |                         | Установлен в 1982 г. |
| Тоголоку Молдо                                                                                  | сквер имени Тоголока молдо                              |                         | Памятник-бюст из цельного розового гранита установлен в 1963 году в честь 100-летия народного акына Тоголока Молдо в центре сквера его имени по улице Московской. Скульптор О. Мануйлова, архитектор. Ю. Карих. |
| Токомбаеву Аалы                                                                                 | напротив театра Оперы и Балета                          |                         | Памятник установлен в 1996 году. |
| Токтогулу Сатылганову                                                                           | с южной стороны театра Оперы и Балета                   |                         | Памятник установлен в 1974 году. На пьедестале из красного гранита расположена бронзовая фигура акына с комузом в руке. Высота памятника 7 метров. Художник Г. Айтиев, архитектор А. Исаев. |
| Турсунбаевой Таттыбюбю                                                                          | сквер Таттыбюбю Турсунбаевой                            |                         | Памятник-бюст установлен 30 апреля 2014 года. Высота бронзового бюста — 1,20 метра, ширина — 1,10 метра. Общая высота памятника вместе с постаментом — около 3 метров. На скульптуре размещена надпись — «Таттыбубу». Скульпторы Омурбай Усебаев и Таир Медеров. |
| Тыныстанову Касыму                                                                              | Аллея Молодёжи                                          |                         | |
| Уметалиеву Темиркулу                                                                            | бульвар Эркиндик                                        |                         | |
| Государственный Флагшток                                                                        | площадь Ала-Тоо                                         |                         | Построен в 1998 году, высотой 18 метров, на который был поднят Государственный флаг Кыргызстана. Охраняется специальным постом, который меняется каждый час. В 2009 году старый флагшток заменен новым флагштоком, высотой 45 метров. |
| Фрунзе Михаилу                                                                                  | привокзальная площадь                                   |                         | Установлен 25 октября 1967 года на высоком постаменте, отделанном шлифованным красным гранитом с надписью: «М. В. Фрунзе от Коммунистической партии Киргизии и трудящихся Киргизской ССР». |
| Чернобыльцам                                                                                    | парк Фучика                                             |                         | Обелиск из черного и красного гранита, высотой 8 м. «Гражданам Кыргызстана, принявшим участие в ликвидации последствий трагедии, произошедшей 26 апреля 1986 года на Чернобыльской АЭС». |
| Шабдан Баатыр                                                                                   | Аллея Молодёжи                                          |                         | Памятник установлен в 1980 г. |
| Эркиндик                                                                                        |                                                         |                         | Статуя Свободы. Памятник был установлен в 1999 году. В 2011 году статую Эркиндик демонтировали. На её место 31 августа, в День независимости Кыргызстана, установили памятник герою национального эпоса «Манас» Айкол Манас (Манас Великодушный). Общая высота скульптурной композиции Эркиндик, без пьедестала — 12 метров. Вес памятника из кованной меди — 4 тонны. Статуя представляла собой фигуру крылатой женщины на шаре, которая поднимает над головой тюндюк — вершину конструкции юрты, символ очага. |
| Юдахин Константин                                                                               | Аллея Молодёжи                                          |                         | |